# Махан (Сорія)
Махан (ісп. Maján) — муніципалітет в Іспанії, у складі автономної спільноти Кастилія-і-Леон, у провінції Сорія. Населення — 16 осіб (2010).
Муніципалітет розташований на відстані близько 170 км на північний схід від Мадрида, 35 км на південь від Сорії.

## Демографія
Динаміка населення (INE ):